# Бібіле (підрозділ окружного секретаріату)
Підрозділ окружного секретаріату Бібіле — підрозділ окружного секретаріату округу Монерагала, провінція Ува, Шрі-Ланка. Головне місто - Бібіле. Складається з 40 Грама Ніладхарі.

## Демографія
| Кількість Грама Ніладхарі | Населення (2012) | Площа (км2) | Густота населення (/км2) | Села |
| ------------------------- | ---------------- | ----------- | ------------------------ | ---- |
| 40                        | 40329            | 476         | 85                       | 119  |